# Can Tarsa
Can Targa és una casa d'Amer (Selva) inclosa a l'Inventari del Patrimoni Arquitectònic de Catalunya.

## Descripció
Edifici cantoner de tres plantes i coberta de doble vessant a façana situada tocant al carrer Montseny. Consta de dos crugies i està arrebossat i pintat de color blanc. La casa té tres façanes i la principal i d'accés als pisos superiors és la que dona al carrer de darrere, de dues plantes degut al desnivell dels carrers.
La planta baixa consta d'un sòcol d'arrebossat granellut pintat de color gris, d'una finestra i d'un portal metàl·lic. Les obertures estan emmarcades de pedra sorrenca i pintades de color gris seguint i marcant els carreus de blanc. La finestra és rectangular i la porta té forma d'arc rebaixat.
El primer pis conté una finestra i un balcó amb barana de decoració senzilla emmarcats de pedra sorrenca pintada a l'estil de les de la planta baixa.
El segon pis presenta un badiu de dues obertures d'arc de mig punt amb dues planxes de fusta que actuen de barana interior i una finestra d'obra de ciment i rajola.
El ràfec de la cornisa està format per dues fileres, una de rajola plana i una de teula.

## Història
El model de casa de l'interior del nucli d'Amer, com la majoria de cases de pagès, constava de dos plantes: una planta baixa pel bestiar i com a paller, i a les plantes superiors per a habitatge era comú fins al segon terç del segle xx.
A la zona del Firal, poc edificat fins a mitjans del segle xx, era on antigament se situava la fira de bestiar en determinades èpoques de l'any.
Aquesta casa és molt similar pel que fa a estructura i disposició general, a la veïna del passeig del Firal núm. 3, Can Ferrer i núm. 15, Can Ferrer.